# カボチャのおじさん
「カボチャのおじさん」は、1987年4月、NHKの『みんなのうた』で放送された曲
。作詞：加藤明徳、作曲：古田喜昭、歌：三好鉄生、東京放送児童合唱団。
八百屋の野菜を題材にした楽曲で、強面で頑固な雰囲気だがなかなか買い手がつかないカボチャのおじさんについて歌っている。歌唱は以前「おこるよ!（1983年4月 - 5月放送）」で番組に参加している三好鉄生が東京放送児童合唱団と共に担当した。
アニメーションは番組10作目の参加となる若井丈児が担当し、カボチャのおじさんの他にもおじさんにちょっかいを出したりするキュウリやナスなどのキャラクターが登場する。また作中に登場する八百屋の名前は若井の名字と同じく「若井青果店」となっている。
再放送は、1年半ぶりの1988年10月 - 11月でラジオのみだったが、1992年2月 - 3月は5年ぶりにテレビで放送された。15年ぶりの2007年と2014年の再放送はともに「古いお城のものがたり（2005年2月 - 3月放送）」とカップリングで放送された。
オリジナル音源は2016年4月27日にポニーキャニオンより発売されたCD「NHKみんなのうた 55 アニバーサリー・ベスト～日々～」に収録されている。また日本コロムビアからは水木一郎、東京放送児童合唱団によるカバー、ポニーキャニオンから発売されているCD「ＮＨＫみんなのうた～なつかしの名曲ベスト～」（2016年9月21日 PCCK-20131）には作曲者の古田喜昭によるカバーが収録されている。